# Langues lengua-mascoy
Les langues lengua-mascoy  sont une famille de langues amérindiennes d'Amérique du Sud, parlées au Paraguay.

## Classification[1]
- L'angaité
- Le guaná
- Le lengua ou enxet
- Le sanapaná
- Le toba mascoy